# 4476 Бернштайн
4476 Бернштайн (4476 Bernstein) — астероїд головного поясу, відкритий 19 лютого 1983 року.
Тіссеранів параметр щодо Юпітера — 3,508.